# Gustavo Lara (álbum)
Gustavo Lara es el nombre del álbum debut homónimo del cantante mexicano Gustavo Lara, a través del cual inicia su trayectoria musical vocal dentro de la música pop en español. Este álbum fue grabado en Rávena, Italia entre julio a septiembre del año 1995. Fue lanzado al mercado por BMG Ariola México el 27 de agosto de 1996.

## Promoción del disco
Durante el año 1996 hubo un fuerte auge dentro de la música pop en español en México, y parte de los cantantes nuevos de aquella época fue Gustavo Lara quien se dio a conocer con la canción A la sombra de los ángeles la cual fue el primer sencillo que se desprendió de este álbum y con la cual alcanzó los primeros lugares de popularidad en aquel año no solo por la melodía de la canción, sino también por la originalidad de la letra. Posteriormente a este sencillo le siguieron las canciones Aliento con aliento, Princesa y ¿Por qué será?.
La promoción de este disco se realizó primeramente en México presentadosé al nuevo cantante en programas como Siempre en Domingo o los festivales de Acapulco. Ésta promoción le sirvió para darse a conocer en otros países de América Latina como Venezuela, Colombia, Perú, Argentina y Chile entre otros, teniendo una gran aceptación por parte del público durante el año 1996.
Las canciones más representativas de este álbum fueron sin duda en primer lugar A la sombra de los ángeles con la cual alcanzó los primeros lugares de popularidad durante el año 1996 y de la cual, se incluía una versión acústica en este álbum debut. Así como Aliento con aliento con un toque de balada pop, ya que ambas permanecieron en los primeros lugares de popularidad durante más de 6 meses.
Como dato curioso al finalizar el año 1996 salió a la venta una reedición del álbum Gustavo Lara en la cual se incluía una versión mix de la canción Aliento con aliento.

## Participaciones
- Álbum dirigido y realizado por: José Ramón Flórez.
- Productores asociados: Noemi Gil y Alejandro Abud.
- Teclados y programación: Loris Cerroni, Clemente Ferrari y Andrea Bonuci.
- Bajo: Loris Cerroni.
- Guitarras: Giorgio Coccilowo.
- Batería y percusiones: Cristian Mikalizzi.
- Coros: Andrea Boccacini, Clemente Farrari, Noemí Gil, Alejandro Abud, Gustavo Lara y J.R. Flórez.
- Pianos acústicos: Clemente Farrari y Lucca Bonucci.
- Acordeón: Lucca Bonucci.
- Saxo: Andrea Inniesto.
- Ingeniero de grabación y mezcla: Loris Cerroni.
- Estudios: Le dune de Riolo, Terme Rávena, Italia.
- Masterizado en: Tower Mastering L.A. por Wally Traugott.
- Fotografía: Alejandro Gamboa.
- Diseño: Matthew Sanabria.

## Lista de canciones
1. Princesa - 3:45
2. El tiempo que viví - Viviendo para ti
3. A la luz de las velas
4. Escuchar tu voz
5. A la sombra de los ángeles
6. Perder tu amor
7. El precio de la pasión
8. ¿Por qué será?
9. Un hueco entre mis brazos
10. Me muero por ti
11. Aliento con aliento - 3:42
12. A la sombra de los ángeles versión acústica

## Singles
- 1996: A la sombra de los ángeles
- 1996: Aliento con aliento
- 1996: Princesa
- 1996: ¿Por qué será?

De este disco solo se grabaron los videos de las canciones A la sombra de los ángeles, Aliento con aliento y Princesa.
- Datos: Q5889705